# 다호메이 공화국
다호메이 공화국(프랑스어: République du Dahomey 레퓌블리크 뒤 다오메[*])은 현재의 베냉에 있던 옛 공화국이다. 1958년 12월 11일에 자치 정부를 수립하고 1960년에 프랑스로부터 독립했다. 1975년 11월 30일 베냉 인민공화국으로 국호를 변경하였다.

## 역사
다호메이 공화국은 1960년 8월 1일 프랑스로부터 독립했다. 역사학자 마틴 메러디스의 말에 따르면, 이 젊은 나라는 "상상할 수 있는 모든 어려움으로 시달렸다. 이 나라는 해안에서 내륙으로 돌출해 있고, 부족의 분열, 막대한 부채, 실업, 빈번한 파업 그리고 세 명의 경쟁 정치 지도자들 사이의 끝없는 권력 투쟁에 시달렸다." 남부와 중부 지역을 장악한 쥐스탱 아호마데그베토메탱, 남동부를 장악한 수루 미강 아피티, 북부를 장악한 위베르 마가 등이 그 적수다.